# Chuck Norris facts

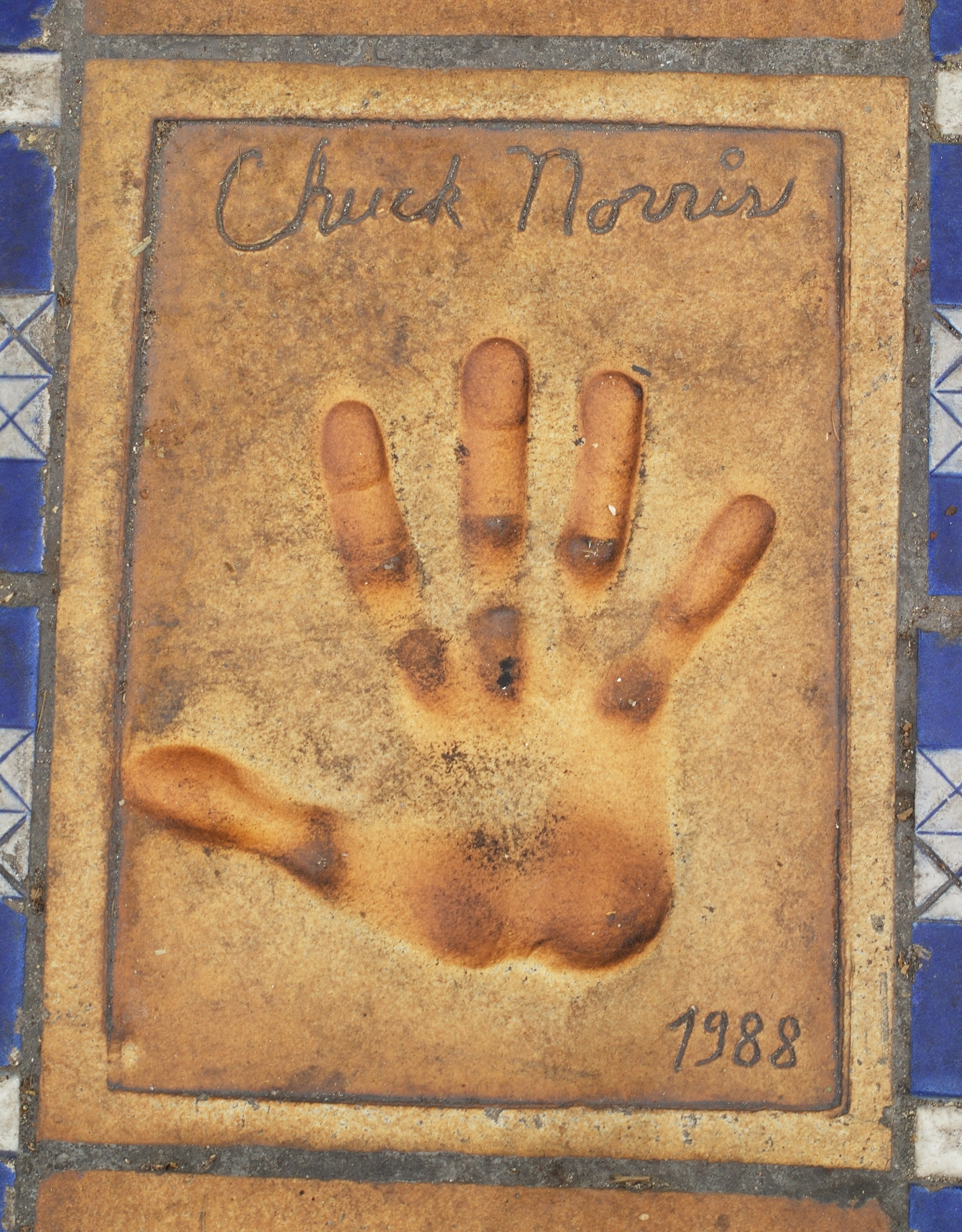
Impronta e autografo di Chuck Norris sul marciapiede del Palais des Festivals a Cannes: secondo uno dei facts sarebbero stati impressi a cemento già asciutto.

I Chuck Norris facts (letteralmente "fatti su Chuck Norris", o meglio tradotto "curiosità su Chuck Norris") sono un fenomeno di internet che coinvolge la figura dell'attore statunitense Chuck Norris, che consiste nella diffusione, attraverso internet, (e-mail, newsgroup e siti web, e successivamente nel tempo anche social media) e a scopo goliardico, di notizie inventate e inverosimili su di lui, sotto forma dei cosiddetti "facts" (ovvero curiosità, pillole di informazione): molte di esse hanno a che vedere con la forza, la mascolinità e l'abilità nelle arti marziali di Norris, qualità esagerate con intenti umoristici.

## Storia
I Chuck Norris facts hanno iniziato a diffondersi dal 2005 attraverso canali IRC e forum come Something Awful (lo stesso sito responsabile della nascita del fenomeno All your base are belong to us).
Il fenomeno ha inizialmente attinto alle battute di Conan O'Brien (conduttore del programma Late Night with Conan O'Brien), che prendevano di mira spesso Chuck Norris o il suo personaggio in Walker Texas Ranger, per poi proliferare in modo indipendente. Il fenomeno dei facts su Chuck Norris ha qualche precedente (per esempio i fatti su Vin Diesel) e qualche successore (i fatti su Jack Bauer, della serie televisiva 24), ma rimane ineguagliato come diffusione. I facts circolano in molte lingue; si tratta sia di traduzioni di fatti originali inglesi, sia di invenzioni originali (per esempio con riferimenti a episodi di cronaca o di politica locali).
Chuck Norris ha commentato il fenomeno nel suo sito ufficiale e si è anche servito di alcuni dei facts per affermare, commentandoli, la sua visione profondamente religiosa del reale.

## Il fenomeno visto dai mass media

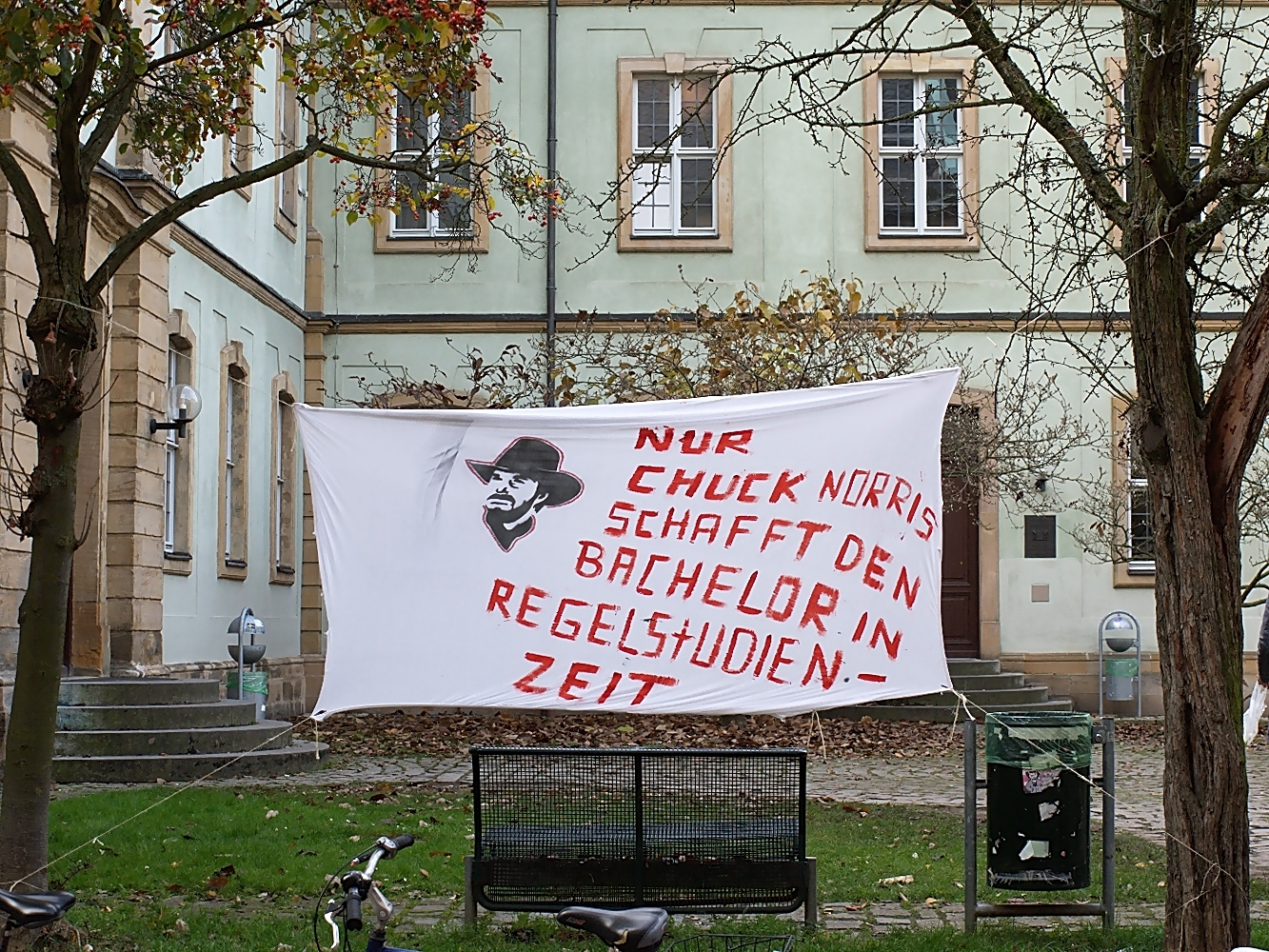
Un'ironica bandiera di protesta appesa all'università Otto-Friedrich di Bamberga che allude ai Chuck Norris facts (in tedesco: "Solo Chuck Norris riesce a ottenere un diploma di laurea nel tempo previsto")

- Nel film I mercenari 2 lo stesso Chuck Norris racconta uno di questi facts autocitandosi.
- Norris è apparso negli show The Tony Danza Show e The Best Damn Sports Show Period e gli è stato chiesto un giudizio in proposito. Ha anche letto i migliori 10 "facts" e ha dichiarato di preferire il seguente «si è tentato di scolpire il profilo di Chuck Norris sul Monte Rushmore, ma il granito non era abbastanza duro per rappresentare la sua barba».
- Il periodico Rolling Stone ha pubblicato un breve articolo sui "facts" [2]
- Il 20 marzo 2006 il Time ha intervistato Chuck Norris definendolo un "online cult hero".[3]
- Saturday Night Live ha trasmesso un cortometraggio chiamato Young Chuck Norris, un finto video musicale sulle scappatelle del giovane Chuck Norris ispirate proprio ai facts.[4]
- La trasmissione radiofonica Lo Zoo di 105 ha avuto all'interno della sua programmazione la rubrica "Walker Texas Ranger" dove vengono letti alcuni facts.
- Su Google chi scrive "Where is Chuck Norris" e clicca su "mi sento fortunato", viene dirottato sul sito-burla nochucknorris.com, che replica la veste grafica del noto motore di ricerca.[5]
- Nel fumetto Rat-Man di Leo Ortolani Chuck Norris viene spesso citato, talvolta sotto lo pseudonimo di Chat Morris. Un tipico esempio è la storia-parodia del film The Ring, in cui un negoziante di VHS consegna la videocassetta "maledetta" a Rat-man, avvertendolo che morirà sette giorni dopo averla guardata, e il supereroe chiede se per caso non si tratti di un film di Chuck Norris.
- In una puntata de I Griffin, per due volte appare Chuck Norris che sferra un pugno con una terza mano che gli spunta dalla barba, citazione del fatto: "Non c'è mento dietro alla barba di Chuck Norris. C'è solo un altro pugno".
- In un episodio di Star Trek: The Next Generation il comandante William Riker, durante il ricovero in infermeria, pronuncia l'ormai famosa battuta del cobra che avrebbe morso suo nonno e, dopo giorni di straziante agonia, sarebbe morto, quasi trent'anni prima che fosse pronunciata da Chuck Norris nel film I mercenari 2,